# 32096 Пакетт
32096 Пакетт (32096 Puckett) — астероїд головного поясу, відкритий 27 травня 2000 року.
Тіссеранів параметр щодо Юпітера — 3,423.